# Эрик, Майкл
Майкл Эрик (англ. Micheal Oluwaseun Eric; род. 24 июня 1988, Лагос, Нигерия) — нигерийский профессиональный баскетболист, играющий на позиции центрового.

## Карьера
Не став выбранным на драфте НБА 2012 года, Эрик присоединился к «Кливленд Кавальерс» в Летней лиге в Лас-Вегасе. В 5 матчах Майкл набирал в среднем 4 очка и 3,8 подбора. 10 августа Эрик подписал контракт с «Кавальерс», но 27 октября соглашение было расторгнуто. В ноябре Эрик стал игроком «Кантон Чардж» в Лиге развития НБА.
В июле 2013 года Эрик выступал в Летней лиге НБА в Орландо за «Филадельфию Севенти Сиксерс» и в Летней лиге НБА в Лас-Вегасе за «Голден Стэйт Уорриорз». 1 ноября Майкл вновь стал игроком «Кантон Чардж», но через 3 дня перешёл в «Техас Лэджендс». 15 января 2014 года, Эрик был отчислен из «Лэджендс» из-за травмы.
27 сентября 2014 года Эрик подписал контракт с «Милуоки Бакс», но 27 октября договор был расторгнут.
4 декабря 2014 года Эрик подписал контракт с «Панелефсиниакосом» и 13 декабря дебютировал за команду. На следующий день Майкл перешёл в «Нью Баскет Бриндизи».
В июле 2015 года Эрик выступал за «Милуоки Бакс» Летней лиге НБА.
В июле 2016 года Эрик принял участие в Летней лиге НБА в составе «Вашингтон Уизардс».
В августе 2016 года Эрик стал игроком «Бильбао».
В июле 2017 года Эрик перешёл в «Дарюшшафаку». В составе турецкого клуба Майкл стал победителем Еврокубка, набирая в среднем 7,7 очка и 5,7 подбора. В первых матчах полуфинала Еврокубка Эрик был признан «Самым ценным игроком». В игре против «Баварии» (76:74) Майкл набрал 18 очков, 11 подборов, а рейтинг полезности составил 30 баллов.
В июле 2018 года Эрик подписал новый контракт с «Дарюшшафакой».
В январе 2019 года Эрик получил 5-матчевую дисквалификацию и штраф в 15 000 долларов в чемпионате Турции. Майкл был наказан за агрессивные действия по отношению к игрокам «Тюрк Телеком» Эндеру Арслану и Метину Тюрену.
В марте 2019 года Эрик был признан «Самым ценным игроком» 27 тура Евролиги. В матче против «Химок» (91:85) Майкл набрал 22 очка, 15 подборов и 33 балла за эффективность действий.
В сезоне 2019/2020 выступал за «Басконию», с которой стал чемпионом Испании.
Сезон 2020/2021 Эрик начинал в «Тюрк Телеком». В 19 матчах чемпионата Турции Майкл набирал 11,0 очка, 6,2 подбора и 1,0 блок-шота. В 6 матчах Лиги чемпионов ФИБА его статистика составила 12,2 очка, 6,7 подбора, 0,7 перехвата и 1,3 блок-шота.
В феврале 2021 года Эрик перешёл в ЦСКА. В 27 матчах статистика Майкла составила 5,8 очка, 3,4 подбора, 0,4 перехвата и 0,4 блок-шота. В составе ЦСКА Эрик принял участие в «Финале четырёх» Евролиги и стал чемпионом Единой лиги ВТБ.
В августе 2021 года Эрик стал игроком «Уникахи».

## Сборная Нигерии
В сентябре 2019 года Эрик принял участие в чемпионате мира в Китае.

## Достижения
- Обладатель Еврокубка: 2017/2018
- Чемпион Единой лиги ВТБ: 2020/2021
- Чемпион Испании: 2019/2020
- Чемпион России: 2020/2021